# Municipio de Woodlawn (Misuri)
El municipio de Woodlawn (en inglés: Woodlawn Township) es un municipio ubicado en el condado de Monroe en el estado estadounidense de Misuri. En el año 2010 tenía una población de 222 habitantes y una densidad poblacional de 1,83 personas por km².

## Geografía
El municipio de Woodlawn se encuentra ubicado en las coordenadas 39°35′55″N 92°12′41″O / 39.59861, -92.21139. Según la Oficina del Censo de los Estados Unidos, el municipio tiene una superficie total de 121.6 km², de la cual 121 km² corresponden a tierra firme y (0,49 %) 0,6 km² es agua.

## Demografía
Según el censo de 2010, había 222 personas residiendo en el municipio de Woodlawn. La densidad de población era de 1,83 hab./km². De los 222 habitantes, el municipio de Woodlawn estaba compuesto por el 98,2 % blancos, el 0,9 % eran asiáticos y el 0,9 % eran de una mezcla de razas. Del total de la población el 0,45 % eran hispanos o latinos de cualquier raza.